# کاواساکی کی-۶۰
کاواساکی کی-۶۰ (به ژاپنی: キ۶۰) یک جنگنده تک‌باله بال‌پایین تک‌موتوره تک‌سرنشین ساخت شرکت کاواساکی در امپراتوری ژاپن بود. این هواگرد نخستین پرواز خود را ماه مارس سال ۱۹۴۱ انجام داد. کی-۶۰ به عنوان جنگنده رهگیر مورد پذیرش نیروی هوایی نیروی زمینی امپراتوری ژاپن قرار نگرفت و از مرحله پیش‌نمونه فرا تر نرفت.

## طراحی و توسعه
هواگرد کی-۶۰ در پاسخ به سفارش نیروی زمینی امپراتوری ژاپن برای یک جنگنده رهگیر مسلح به توپ خودکار توسط مهندس دوی تاکئو به کمک اووادا شین، طراحی شد. در این هواگرد موتور خطی دایملر-بنتس دی‌ب ۶۰۱آ با توان ۱٬۱۷۵ اسب بخار به کار رفت. در طراحی کی-۶۰، با بازگشت کامل به سنت پیشین جنگنده‌های ژاپنی، سرعت بر تحرک‌پذیری اولویت داده شد. این هواگرد پیکربندی تک‌باله و ساختی تمام‌فلزی با پوششی تحت فشار داشت. تسلیحات شامل دو توپ خودکار ۲۰ م‌م و دو مسلسل ۱۲٫۷ م‌م بود.
نخستین پیش‌نمونه ماه مارس سال ۱۹۴۱ تکمیل شد. پروازهای آزمایشی نشان داد هواگرد ناپایداری جانبی دارد و ممکن است به شکل خطرناکی به دور خود بچرخد. علاوه بر این سرعت واماندگی آن خیلی بالا بود و هدایت‌پذیری بسیار سنگینی داشت. برای حل این مشکلات در پیش‌نمونه‌های دوم و سوم مساحت بال به اندازه اندک ۰٫۹۸ متر مربع افزایش پیدا کرد، چند بهبود جزئی آیرودینامیکی در آن اعمال شد و با جایگزینی توپ‌های خودکار با مسلسل وزن بارگذاری‌شده معمول مقداری کاهش یافت. به هر صورت این تغییرات تنها به میزان اندکی عملکرد کی-۶۰ را بهبود داد تا در نهایت کار توسعه بر آن متوقف شود.

## مشخصات فنی
پیش‌نمونه نخست کی-۶۰:
مشخصات عمومی
- خدمه: ۱ نفر
- طول: ۸٫۴۷ متر
- طول بال: ۱۰٫۵ متر
- مساحت بال: ۱۶٫۲ متر مربع
- وزن خالی: ۲٬۱۵۰ کیلوگرم
- وزن بارگذاری‌شده: ۲٬۷۵۰ کیلوگرم
- نیرومحرکه: ۱ × موتور خطی ۱۲ سیلندر دایملر-بنتس دی‌ب ۶۰۱آ خنک‌شونده با آب: ۱٬۱۷۵ اسب بخار هنگام برخاستن

عملکرد
- حداکثر سرعت: ۵۶۰ کیلومتر بر ساعت در ۴٬۵۰۰ متری
- سرعت اوج‌گیری: ۵٬۰۰۰ متر در ۶ دقیقه

تسلیحات
- ۲ × توپ خودکار ۲۰ م‌م
- ۲ × مسلسل ۱۲٫۷ م‌م